# Весовая матрица
В математике, весовая матрица {\displaystyle W} порядка {\displaystyle n} с весом {\displaystyle w} — это {\displaystyle n\times n} {\displaystyle (0,1,-1)}-матрица, такая что {\displaystyle WW^{T}=wI_{n}}, где {\displaystyle W^{T}} — транспонирование матрицы {\displaystyle W}, а {\displaystyle I_{n}} — единичная матрица порядка {\displaystyle n}. Весовую матрицу также называют весовой схемой.
Для удобства весовую матрицу порядка {\displaystyle n} и веса {\displaystyle w} часто обозначают {\displaystyle W(n,w)}.
{\displaystyle W(n,n-1)} эквивалентна конференс-матрице, а {\displaystyle W(n,n)} — матрице Адамара.

## Свойства
Некоторые свойства следуют непосредственно из определения:
- Строки весовой матрицы попарно ортогональны. Аналогично для столбцов.
- Каждая строка и каждый столбец содержит в точности {\displaystyle w} ненулевых элементов.
- {\displaystyle W^{T}W=wI}, так как из определения следует {\displaystyle W^{-1}=w^{-1}W^{T}} (предполагается, что вес не равен 0).
- {\displaystyle \mathrm {det} (W)=\pm w^{n/2}}, где {\displaystyle det(W)} — определитель матрицы {\displaystyle W}.

Две весовые матрицы считаются эквивалентными, если одна может быть получена из другой, посредством ряда перестановок и умножений строк и столбцов исходной матрицы на минус единицу. Весовые матрицы полностью классифицированы для случаев, когда {\displaystyle w\leq 5}, а также всех случаев, когда {\displaystyle n\leq 15}. . За исключением этого, очень мало известно о классификации циркулянтных весовых матриц.

## Примеры
Отметим, что при отображении весовых матрицы используется символ {\displaystyle -} для −1. 
Приведём два примера: {\displaystyle W_{2}} является {\displaystyle W(2,2)} весовой матрицей (матрицей Адамара), а {\displaystyle W_{7}} — {\displaystyle W(7,4)} весовой матрицей.
- {\displaystyle W_{2}={\begin{pmatrix}1&1\\1&-\end{pmatrix}}}
- {\displaystyle W_{7}={\begin{pmatrix}1&1&1&1&0&0&0\\1&-&0&0&1&1&0\\1&0&-&0&-&0&1\\1&0&0&-&0&-&-\\0&1&-&0&0&1&-\\0&1&0&-&1&0&1\\0&0&1&-&-&1&0\end{pmatrix}}}

## Открытые вопросы
Существует множество открытых вопросов о весовых матрицах. Главным из них является их существование: для каких чисел n и w существует W(n,w)? Многое в этом вопросе остаётся неизвестным. В равной степени важным, но часто неисследованным вопросом является их подсчёт: для заданных n и w, сколько существует матриц W(n,w)? Более глубоко, можно задаться вопросом классификации с точки зрения структуры, но на сегодняшний день это далеко выходит за рамки наших возможностей, даже для матриц Адамара или конференс-матриц.